# Peperomia congerro
Peperomia congerro är en pepparväxtart som beskrevs av Trel. & Yunck.. Peperomia congerro ingår i släktet peperomior, och familjen pepparväxter. Inga underarter finns listade i Catalogue of Life.